# Echinomuricea collaris
Echinomuricea collaris is een zachte koraalsoort uit de familie Plexauridae. De koraalsoort komt uit het geslacht Echinomuricea. Echinomuricea collaris werd in 1910 voor het eerst wetenschappelijk beschreven door Nutting. 